# Partsstatus
Partsstatus (eller blot part) er et begreb, som anvendes i den juridiske disciplin, forvaltningsret. Partsstatus er især relevant for en forvaltningsafgørelse, som en offentlig myndighed har truffet efter sagsbehandlingsregler.
Den, der er part i en sag, har partsstatus, jf. FOB 2020-33. En part i en sag er en borger (fysisk person) eller en juridisk (ikke levende) person, som har "en konkret, væsentlig, direkte og individuel retlig interesse i sagen". Med part menes især den (fysiske eller juridiske) person, som er afgørelsens modtager; en part kan være den, der ansøger om tilladelse; eller som får et påbud eller forbud (Revsbech m.fl. 2019:189).
Efter forvaltningsloven (forkortet FVL) har en part en række rettigheder. En part har som hovedregel ret til at klage. Dertil kommer flere andre rettigheder så som ret til partshøring, partsrepræsentation, partsudtalelse, partsaktindsigt, og ret til at få vejledning (herunder klagevejledning) samt ret til at få afgørelsen meddelt (se ovenfor).
Partens mulige klageret omfatter både klage over en afgørelse og klage over mulige sagsbehandlingsbejl. En klage over mulige sagsbehandlingsbejl vil typisk angå, at myndigheden efter partens mening har tilsidesat en (eller flere) garantiforskrift(er); se FOU nr 2002.313.
I en miljøretlig sag sker det ofte, at ikke alle berørte naboer bliver tildelt partsstatus; se FOB 04.274.

## Oversigt over de rettigheder, som FVL giver en person med partsstatus
| Bestemmelse | Paragraf         |
| En part har ret til at lade sig repræsentere eller bistå af en anden person (en bisidder). (Dog er undtagelse nævnt i FVL § 9, stk. 2)                        | FVL § 8, stk. 1  |
| En part har ret til aktindsigt (partsaktindsigt) i sin egen sag, hvilket kan medføre, at afgørelsen må udsættes.                                              | FVL § 9, stk. 1  |
| En part kan opnå ret til partsaktindsigt efter meroffentlighedsprincippet.                                                                                    | FVL § 10         |
| Partshøring: En part (gælder også for afgørelsens adressat) har ret til at blive hørt i sin egen sag; altså har myndigheden kontradiktionspligt.              | FVL § 19         |
| En part har ret til at udtale sig i sin sag; som hovedregel selv hvis det medfører, at afgørelsen må udsættes. (FVL § 21, stk. 2 nævner dog tre undtagelser.) | FVL § 21, stk. 1 |
| En part har ret til vejledning om bl.a. partens rettigheder.                                                                                                  | FVL § 7, stk. 1  |
| En part har ret til vejledning om bl.a. partens klagemuligheder (rekurs).                                                                                     | FVL § 25         |
| En part har ret til vejledning om evt. lovbestemt frist for at anlægge sag (mod myndigheden) ved domstole.                                                    | FVL § 26         |

## Ekstern henvisning
Forvaltningsloven på Retsinformation.dk